# Pjesma Eurovizije 1967.
Eurovizija 1967. je bila 12. Eurovizija održana 8. travnja 1967. u Großer Festsaal der Wiener Hofburg,  Beč, Austrija. Voditeljica je bila Erika Vaal. Pobijedilo je Ujedinjeno Kraljevstvo s pjesmom "Puppet on a String" koju je pjevala Sandie Shaw i osvojila skoro dvostruko od drugoplasirane Irske.
Pjesma Luksemburga L'Amour est bleu je završila 4. ali je postala najveći hit 1967.te američki broj 1. u instrumentalnoj verziji. Danska se povukla iz natjecanja i neće se vratiti do 1978.

## Rezultati
| Broj | Zemlja                 | Jezik       | Pjevač             | Pjesma                                | Pozicija | Bodovi |
| ---- | ---------------------- | ----------- | ------------------ | ------------------------------------- | -------- | ------ |
| 1    | Nizozemska             | nizozemski  | Therese Steinmetz  | "Ring-dinge-ding"                     | 14       | 2      |
| 2    | Luksemburg             | francuski   | Vicky Leandros     | "L'amour est bleu"                    | 4        | 17     |
| 3    | Austrija               | njemački    | Peter Horten       | "Warum es hunderttausend Sterne gibt" | 14       | 2      |
| 4    | Francuska              | francuski   | Noelle Cordier     | "Il doit faire beau là-bas"           | 3        | 20     |
| 5    | Portugal               | portugalski | Eduardo Nascimento | "O vento mudou"                       | 12       | 3      |
| 6    | Švicarska              | francuski   | Géraldine          | "Quel coeur vas-tu briser?"           | 17       | 0      |
| 7    | Švedska                | švedski     | Östen Warnerbring  | "Som en dröm"                         | 8        | 7      |
| 8    | Finska                 | finski      | Fredi              | "Varjoon - suojaan"                   | 12       | 3      |
| 9    | Njemačka               | njemački    | Inge Brück         | "Anouschka"                           | 8        | 7      |
| 10   | Belgija                | nizozemski  | Louis Neefs        | "Ik heb zorgen"                       | 7        | 8      |
| 11   | Ujedinjeno Kraljevstvo | engleski    | Sandie Shaw        | "Puppet on a String"                  | 1        | 47     |
| 12   | Španjolska             | španjolski  | Raphael            | "Hablemos del amor"                   | 6        | 9      |
| 13   | Norveška               | norveški    | Kirsti Sparboe     | "Dukkemann"                           | 14       | 2      |
| 14   | Monako                 | francuski   | Minouche Barelli   | "Boum-Badaboum"                       | 5        | 10     |
| 15   | Jugoslavija            | slovenski   | Lado Leskovar      | "Vse rože sveta"                      | 8        | 7      |
| 16   | Italija                | talijanski  | Claudio Villa      | "Non andare più lontano"              | 11       | 4      |
| 17   | Irska                  | engleski    | Sean Dunphy        | "If I Could Choose"                   | 2        | 22     |

| Pjesma Eurovizije | Pjesma Eurovizije |
| --- | ----------------- |
| |                   |
| 01956. • 1957. • 1958. • 1959. • 1960. 1961. • 1962. • 1963. • 1964. • 1965. • 1966. • 1967. • 1968. • 1969. • 1970. 1971. • 1972. • 1973. • 1974. • 1975. • 1976. • 1977. • 1978. • 1979. • 1980. 1981. • 1982. • 1983. • 1984. • 1985. • 1986. • 1987. • 1988. • 1989. • 1990. 1991. • 1992. • 1993. • 1994. • 1995. • 1996. • 1997. • 1998. • 1999. • 2000. 2001. • 2002. • 2003. • 2004. • 2005. • 2006. • 2007. • 2008. • 2009. • 2010. 2011. • 2012. • 2013. • 2014. • 2015. • 2016. • 2017. • 2018. • 2019. • 2020. 2021. • 2022. • 2023. • 2024. • 2025. |                   |

| Pjesma Eurovizije | Pjesma Eurovizije |
| --- | ----------------- |
| |                   |
| 01956. • 1957. • 1958. • 1959. • 1960. 1961. • 1962. • 1963. • 1964. • 1965. • 1966. • 1967. • 1968. • 1969. • 1970. 1971. • 1972. • 1973. • 1974. • 1975. • 1976. • 1977. • 1978. • 1979. • 1980. 1981. • 1982. • 1983. • 1984. • 1985. • 1986. • 1987. • 1988. • 1989. • 1990. 1991. • 1992. • 1993. • 1994. • 1995. • 1996. • 1997. • 1998. • 1999. • 2000. 2001. • 2002. • 2003. • 2004. • 2005. • 2006. • 2007. • 2008. • 2009. • 2010. 2011. • 2012. • 2013. • 2014. • 2015. • 2016. • 2017. • 2018. • 2019. • 2020. 2021. • 2022. • 2023. • 2024. • 2025. |                   |